# Gavião-pombo-grande
O gavião-pombo-grande (nome científico: Pseudastur polionotus) é um ave acipitriforme da família dos acipitrídeos (Accipitridae). Está ameaçado de extinção devido à destruição do seu habitat.

## Taxonomia e evolução
O gavião-pombo-grande foi anteriormente colocado no gênero Leucopternis e era conhecido como Leucopternis polionota ou polionotus mas agora é classificado como Pseudastur polionotus.

## Descrição
O adulto de gavião-pombo-grande de tamanho médio tem uma aparência volumosa com "ombros" largos em relação ao comprimento total. O comprimento do corpo mede 47-51 centímetros, sendo as fêmeas ligeiramente maiores que os machos. A cabeça, o pescoço, a parte superior das costas e toda a superfície inferior, exceto as pontas das asas e a metade basal da cauda, são brancos. A cabeça redonda e branca parece desproporcionalmente grande em relação ao resto do corpo e às vezes se projeta além da cauda. Existem também marcas ao redor dos olhos, dando uma aparência mascarada. A cera e o loro são cinza ou amarelo opaco. O bico é cinza claro, gradualmente ficando preto na ponta. A íris é marrom, mas frequentemente aparece preta no campo. As asas, a parte inferior das costas e a garupa são pretas ou cinza-azuladas escuras, com as primárias, secundárias, terciárias e coberteiras da cauda superior sendo escuras com bases acinzentadas e pontas quadradas brancas finas. Eles também têm 3-4 faixas mais escuras estreitas e as pontas brancas largas formam um U raso quando visto por trás. O manto, escapulários e abrigos da cauda superior também são pretos ou cinza-ardósia com pontas brancas largas, mas com as coberteiras aparecendo mais escuras que os escapulares e com pontas brancas, às vezes dando uma aparência barrada. O juvenil é semelhante ao adulto, mas a plumagem é bastante manchada em geral, com listras escuras na coroa e nuca brancas que são visíveis à distância. Os abrigos da asa superior são franjados esbranquiçados e há barras escuras na base da cauda que são mais numerosas e visíveis do que nos adultos.
Quando empoleiradas, as primárias longas alcançam ou excedem a ponta da cauda. Os longos secundários atingem a metade da ponta da cauda e ocultam a garupa e a base da cauda, o que faz com que a cauda pareça muito curta. Em voo, este gavião desliza com as asas das e voa com frequência ao longo do dia, embora seja facilmente detectado quando empoleirado em posições expostas, mesmo a distâncias superiores a um quilômetro. Quando o gavião é visto em voo por baixo, apenas a parte branca da cauda quadrada fica visível; mas em alguns indivíduos, uma ou duas bandas escuras podem ser visíveis na base da cauda. No geral, é semelhante ao gavião-pombo-pequeno (Amadonastur lacernulatus) em sua aparência e padrão de voo, mas tem uma dianteira larga e branca nas asas e na extremidade da cauda, que é preta no gavião-pombo-pequeno. A base da cauda escura deste último, no entanto, geralmente não é vista em voo, tornando difícil a distinção entre essas duas espécies em campo. O comprimento da asa foi relatado como 36-38 centímetros  nos machos e 39-41 centímetros nas fêmeas. Outras medições relatadas incluem um comprimento da cauda de 178-222 milímetros, um comprimento de tarso de 95,3 milímetros e um comprimento de culmeira a partir da cere como 29-30 milímetros.

## Habitat e distribuição
O gavião-pombo-grande tem uma distribuição pequena e irregular dentro da Mata Atlântica da América do Sul, e pode ocorrer em altitudes mais elevadas do que espécies semelhantes. É endêmica em fragmentos florestais de planície e montanhas no leste do Brasil, que vão de Alagoas e Bahia a Santa Catarina; sudeste do Paraguai em estados como Alto Paraná, Iguaçu e Puerto Bertoni; e extremo nordeste da Argentina. Também pode habitar o norte do Uruguai.
Exibe um comportamento territorial marcante na presença humana, defendendo seu território contra intrusos humanos, sendo capaz de regurgitar o conteúdo do estômago e perseguir os indivíduos. Na presença humana, é bastante vocal e chama repetidamente, o que o torna relativamente fácil de ser detectado quando presente a alguns quilômetros de distância. Dentro de seu habitat de floresta úmida, este gavião favorece especialmente as colinas e a elevação de seu habitat varia do nível do mar a pelo menos 1 500 metros. Ao lado da floresta perene contínua, também parece usar bordas, clareiras naturais e manchas de árvores secas ao longo das colinas circundantes. Também são utilizadas áreas de crescimento secundário e extenso desmatamento, principalmente em associação com o pinheiro do Paraná. É mais comum no leste do Brasil, especialmente no fragmento de Paranapiacaba da Mata Atlântica, e mais raro em outros lugares, especialmente no leste do Uruguai e sudeste do Paraguai. Ocorre em geral em densidades relativamente baixas.

## Ecologia

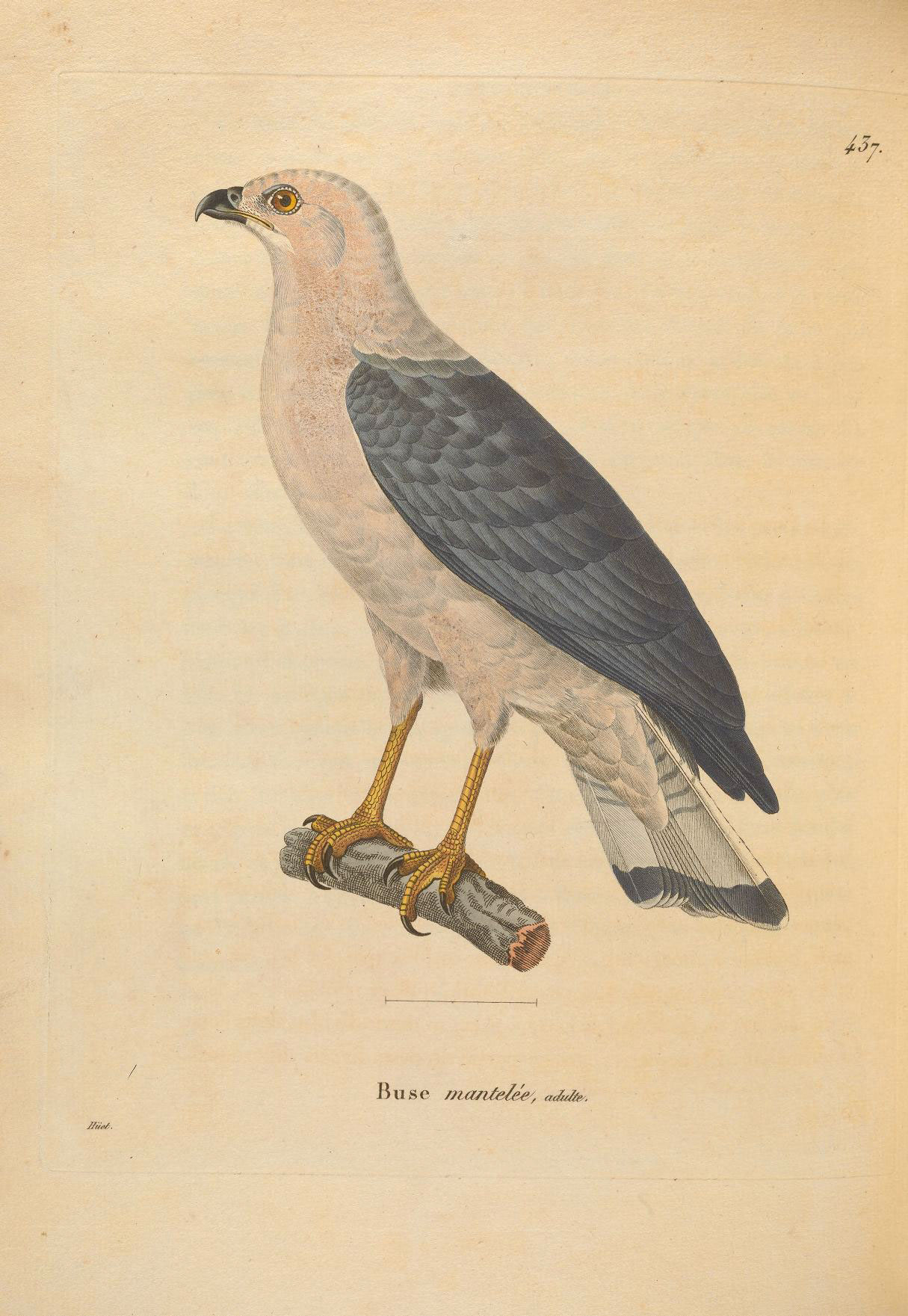
Ilustração de 1838 presente na obra de Georges-Louis Leclerc, conde de Buffon

### Alimentação
Como muitos outros gaviões, o gavião-pombo-grande é um predador de emboscada. Repousa em poleiros de 5-7 metros acima do solo em áreas relativamente expostas para dar uma visão clara da presa potencial em seus arredores para que possa capturar e emboscar e essas áreas podem incluir manchas de floresta recentemente derrubadas. Captura sua presa após um voo curto e rápido de seu poleiro, para onde retorna para comê-la. Suas presas consistem principalmente de pequenas aves, tais como tiês, surucuás, pombas e sanã-pardas (Laterallus melanophaius). Outras presas podem incluir lagartos, cobras e pequenos roedores.

### Ameaças
A população tornou-se substancialmente reduzida e fragmentada por meio do desmatamento persistente de seu habitat, principalmente por meio da exploração de depósitos de minério de ferro. No entanto, a ameaça do desmatamento é considerada menor do que para outras espécies de gavião, como o gavião-pombo-pequeno, por causa da área mais extensa e de terras altas da espécie anterior. Embora a conversão agrícola, o desmatamento para mineração e o agronegócio tenham levado a grandes quedas populacionais, essas são consideradas ameaças históricas. As ameaças atuais às espécies incluem urbanização, industrialização, expansão agrícola, colonização e construção de estradas associadas. No entanto, este gavião pode ser capaz de se adaptar a misturas de plantações de pinheiros e floresta nativa. Sua capacidade de persistir em florestas fragmentadas é um tópico de investigação contínua.

## Situação
O gavião-pombo-grande foi classificado como Quase Ameaçada pela União Internacional para a Conservação da Natureza (UICN / IUCN) desde 2004 em sua Lista Vermelha por causa da população pequena e em forte declínio. A população geral é estimada na faixa de 3 500 e 15 000 indivíduos. Em 2005, foi classificado como vulnerável na Lista de Espécies da Fauna Ameaçadas do Espírito Santo; em 2010, como criticamente em perigo na Lista de Espécies Ameaçadas de Extinção da Fauna do Estado de Minas Gerais e quase ameaçado no Livro Vermelho da Fauna Ameaçada no Estado do Paraná; em 2014, como em perigo no Livro Vermelho da Fauna Ameaçada de Extinção no Estado de São Paulo e quase ameaçada na Lista das Espécies da Fauna Ameaçadas de Extinção no Rio Grande do Sul; e em 2018 como pouco preocupante na Lista Vermelha do Livro Vermelho da Fauna Brasileira Ameaçada de Extinção do Instituto Chico Mendes de Conservação da Biodiversidade (IMCBio).
1. 1 2 3 4 5 6  BirdLife International (2016). «Pseudastur polionotus». Lista Vermelha de Espécies Ameaçadas. 2016: e.T22695795A93528498. doi:10.2305/IUCN.UK.2016-3.RLTS.T22695795A93528498.en. Consultado em 20 de abril de 2022
2. ↑  «Raptors». IOC World Bird List (em inglês). Consultado em 15 de Outubro de 2010
3. ↑  Paixão, Paulo (Verão de 2021). «Os Nomes Portugueses das Aves de Todo o Mundo» (PDF) 2.ª ed. A Folha — Boletim da língua portuguesa nas instituições europeias. p. 154. ISSN 1830-7809. Consultado em 13 de janeiro de 2022. Cópia arquivada (PDF) em 23 de abril de 2022
4. 1 2  Del Hoyo, J.; Collar, N. J.; Christie, D. A.; Elliot, A.; Fishpool, L. D. C. (2014). HBW and Birdlife International Illustrated Checklist of the Birds of the World. Barcelona e Cambrígia: Lynx Edicions Birdlife International
5. 1 2 3 4 5 6  Seipke, S. H.; Kajiwara, D.; Albuquerque, J. B. L. (2006). «Field identification of Mantled Hawk Leucopternis polionotus» (PDF). Neotropical Birding. 1: 42-47
6. 1 2 3 4 5 6  Blake, Emmet Reid (1977). Manual of Neotropical Birds. 1. Chicago: Imprensa da Universidade de Chicago
7. ↑  de la Pena, M. R.; Rumboll, M. (1998). Birds of southern South America and Antarctica. Princeton, Nova Jérsei: Imprensa da Universidade de Princeton
8. ↑  Mallet-Rodrigues, F.; Noronha, Marinho de (2009). «Birds in the Parque Estadual dos Três Picos, Rio de Janeiro state, south-east Brazil». Cotinga. 31: 96-107
9. 1 2 3 4 5  Salvador-Jr, L. F. (2010). «Behaviour and diet of the Mantled Hawk Leucopternis polionotus (Accipitridae; Buteoninae) during deforestation of an Atlantic Rainforest landscape in Southeast Brazil». Revista Brasileira Ornithologia. 18: 68-71
10. ↑  Scott, D. A.; Brooke, M. de L. (1985). «The endangered avifauna of southeastern Brazil: A report on the BOU/WWF expeditions of 1980/1981 and 1981/1982». In:  Diamond, A. W.; Lovek, T. E. Conservation of Tropical Forest Birds. Cambrígia: International Council for Bird Preservation Techn. pp. 115–139
11. 1 2  Ferguson-Lees, J.; Christie, D. (2001). Raptors of the World: A Field Guide. Boston, Massachussetes: Houghton Mifflin Harcourt. ISBN 0-618-12762-3
12. ↑  Collar, N. J. (1986). «Threatened raptors of the Americas: work in progress from the ICBP/ICUN Red Data Book» (PDF). Birds of Prey Bulletin. 3: 13-25
13. ↑  Manosa, S.; Mateos, E.; Pedrocchi, V (2003). «Abundance of soaring raptors in the Brazilian Atlantic Rainforest». Journal of Raptor Research. 37: 19-30
14. ↑  Brown, Leslie; Amadon, Dean (1986). Eagles, Hawks and Falcons of the World. Secaucus, Nova Jérsei: The Wellfleet Press. ISBN 978-1555214722
15. 1 2  Martuscelli, P. (1996). «Hunting behaviour of the Mantled Hawk Leucopternis polionota and the White-necked Hawk L. lacernulata in southeastern Brazil». Bulletin of the British Ornithologists' Club. 116: 114-116
16. ↑  Manosa, S.; Mateos, E.; Pedrocchi, V.; Martins, F. C. (2002). «Birds of Prey Survey (Aves: Cathartiformes and Accipitriformes) in the Paranapiacaba Forest Fragment». In:  Mateos, E.; Guix, J. C.; Serra, A.; Pisciotta, K. Census of Vertebrates in a Brazilian Atlantic Rainforest Area: The Paranapiacaba Fragment. Barcelona: Universidade de Barcelona. pp. 165–179
17. ↑  Schubart, O.; Aguirre, A. C.; Sick, H. (1965). «Contribuição para o conhecimento da alimentação das aves brasileiras». Arquivos de Zoologia. 12: 95-249
18. ↑  Fearnside, P. (1996). «Brazil». In:  Harcourt, C. S.; Sayer, J. A. The conservation atlas of tropical forests: the Americas. Nova Iorque e Londres: Simon and Schuster. pp. 229–248
19. ↑  Olson, D. M.; Graham, D. J.; Webster, A. L.; Primm, S. A.; Bookbinder, M. P.; Ledec, G.; Dinerstein, E. (1995). A conservation assessment of the terrestrial ecoregions of Latin America and the Caribbean. Washington: Banco Mundial
20. ↑  «gavião-pombo-grande (Pseudastur polionotus) | PhotoAves - Fotos e informações sobre a espécie». www.photoaves.com. Consultado em 2 de setembro de 2018
21. ↑  «Lista de Espécies da Fauna Ameaçadas do Espírito Santo». Instituto de Meio Ambiente e Recursos Hídricos (IEMA), Governo do Estado do Espírito Santo. Consultado em 7 de julho de 2022. Cópia arquivada em 24 de junho de 2022
22. ↑  «Lista de Espécies Ameaçadas de Extinção da Fauna do Estado de Minas Gerais» (PDF). Conselho Estadual de Política Ambiental - COPAM. 30 de abril de 2010. Consultado em 2 de abril de 2022. Cópia arquivada (PDF) em 21 de janeiro de 2022
23. ↑  Livro Vermelho da Fauna Ameaçada. Curitiba: Governo do Estado do Paraná, Secretaria do Meio Ambiente e Recursos Hídricos do Paraná. 2010. Consultado em 2 de abril de 2022
24. ↑  Bressan, Paulo Magalhães; Kierulff, Maria Cecília Martins; Sugleda, Angélica Midori (2009). Fauna Ameaçada de Extinção no Estado de São Paulo - Vertebrados (PDF). São Paulo: Governo do Estado de São Paulo, Secretaria de Infraestrutura e Meio Ambiente do Estado de São Paulo (SIMA - SP), Fundação Parque Zoológico de São Paulo. Consultado em 2 de maio de 2022. Cópia arquivada (PDF) em 25 de janeiro de 2022
25. ↑  de Marques, Ana Alice Biedzicki; Fontana, Carla Suertegaray; Vélez, Eduardo; Bencke, Glayson Ariel; Schneider, Maurício; Reis, Roberto Esser dos (2002). Lista de Espécies da Fauna Ameaçadas de Extinção no Rio Grande do Sul - Decreto Nº 41.672, de 11 de junho de 2002 (PDF). Porto Alegre: Museu de Ciências e Tecnologia da Pontifícia Universidade Católica do Rio Grande do Sul; PANGEA - Associação Ambientalista Internacional; Fundação Zoo-Botânica do Rio Grande do Sul; Secretaria Estadual do Meio Ambiente (SEMA); Governo do Rio Grande do Sul. Consultado em 2 de abril de 2022. Cópia arquivada (PDF) em 31 de janeiro de 2022
26. ↑  «Decreto N.º 51.797, de 8 de setembro de 2014» (PDF). Porto Alegre: Estado do Rio Grande do Sul Assembleia Legislativa Gabinete de Consultoria Legislativa. 2014. Consultado em 2 de maio de 2022. Cópia arquivada (PDF) em 16 de março de 2022
27. ↑  «Livro Vermelho da Fauna Brasileira Ameaçada de Extinção» (PDF). Brasília: Instituto Chico Mendes de Conservação da Biodiversidade (ICMBio), Ministério do Meio Ambiente. 2018. Consultado em 3 de maio de 2022. Cópia arquivada (PDF) em 3 de maio de 2018
28. ↑  «Spizaetus tyrannus Linnaeus». Sistema de Informação sobre a Biodiversidade  Brasileira (SiBBr). Consultado em 20 de abril de 2022. Cópia arquivada em 9 de julho de 2010